# مجتمع مستدام
يتضمن مصطلح المجتمعات المستدامة تعريفات مختلفة، ولكنه يشير بشكل أساسي إلى المجتمعات التي يُخطط لها أو تُبنى بهدف تعزيز الحياة المستدامة. تركز المجتمعات المستدامة على الاستدامة البيئية والاقتصادية وعلى البنى التحتية الحضارية والمساواة الاجتماعية والحكومة المحلية. ويستخدم هذا المصطلح أحياناً بشكل مترادف مع «المدن الخضراء» و«المجتمعات البيئية» و«المدن الصالحة للعيش» و«المدن المستدامة».
المنظمات المختلفة لديها مفاهيم متنوعة للمجتمعات المستدامة، وما زال تعريف المصطلح محل خلاف وقيد الإنشاء. على سبيل المثال تؤكد مبادئ بيرلينغتون فيرمونت للتنمية المجتمعية المستدامة على أهمية السيطرة المحلية على الموارد الطبيعية ووجود قطاع غير ربحي للمجتمع المستدام. ويحدد معهد المجتمعات المستدامة كيف أن التمكين السياسي والرفاه الاجتماعي هما أيضاً جزء من التعريف. أما العالمة الجغرافية ليلي كونغ وفي إشارة إلى مجتمعي شنغهاي وسنغافورة فقد ربطت مفاهيم الاستدامة الثقافية والاستدامة الاجتماعية مع الاستدامة البيئية وهذا لكونها من جوانب المجتمعات المستدامة. وفي الوقت نفسه غالباً ما تختصر خطة المجتمعات المستدامة لعام 2003 في المملكة المتحدة تعريفها للمجتمعات المستدامة بأنها «أماكن يريد الناس العيش والعمل فيها، الآن وفي المستقبل». ولمعالجة حجم المجتمعات المستدامة، يشير العالم السياسي كينت بورتني إلى أن مصطلح المجتمعات المستدامة قد استخدم للإشارة إلى مجموعة واسعة من الأماكن، تتراوح من الأحياء إلى مستجمعات المياه إلى المدن وإلى المناطق متعددة الولايات.
بشكل اشتقاقي فقد نشأ مصطلح «مجتمع مستدام» من مواضيع مرتبطة تتمثل في «الاستدامة» و«التنمية المستدامة» والتي اكتسبت استخداماً على نطاق واسع بين السياسيين وصانعي السياسات المحليين والوطنيين والدوليين في المنظمات غير الحكومية ابتداءً من أواخر الثمانينات. ويشير المصطلح في الأصل إلى المخاوف البيئية وقد شمل المدن فيما بعد.

## أمثلة على مبادرات المجتمع المستدام
أفضل مثال على مجتمع مستدام حقيقي هو مجتمع سانت مايكل المستدام في كوستاريكا. ينتج هذا المجتمع كميات من الغذاء والماء تفوق حاجته بكثير، ويستخدم الزراعة المتجددة كقاعدة للعيش في وئام مع الطبيعة.
لقد ظهرت مبادرات لمجتمعات مستدامة في الأحياء والمدن والمقاطعات ومناطق تخطيط المدن الكبرى ومناطق مستجمعات المياه وهذا على مستويات مختلفة تتعلق باحتياجات المجتمع. وهذه المبادرات تحركها مجموعات فاعلة متنوعة تمتلك طرقاً مختلفة للتخطيط الفعال لأساليب إنشاء مجتمعات مستدامة. وفي معظم الأحيان تُنفذ من قبل الحكومات والمنظمات غير الهادفة للربح، لكنها تشمل أيضاً أعضاء المجتمع والأكاديميين وإنشاء شراكات وتحالفات.
تساعد المنظمات غير الربحية على تنمية المواهب والمهارات المحلية، وهذا لتمكين الناس من أن يصبحوا أكثر قوة وأكثر انخراطاً في مجتمعاتهم. وقدم العديد منهم أيضاً خططاً وإرشادات تتمحور حول تحسين استدامة الممارسات المختلفة، مثل استخدام الأراضي وتصميم المجتمع والنقل وكفاءة الطاقة وتخفيض النفايات وشراء ما لا يضر للمناخ.
أيضاً ستنشئ بعض المجموعات الحكومية شراكات لتعمل الإدارات معاً باستخدام المنح لتوفير الموارد للمجتمعات مثل الهواء النظيف والمياه والتخطيط المجتمعي والتنمية الاقتصادية والمساواة والعدالة البيئية فضلاً عن خيارات الإسكان والنقل.
اكتسبت الحركات الاجتماعية زخماً كبيراً ونشرت أفكار المجتمعات المستدامة حول العالم، ليس فقط من خلال الأمثلة ولكن من خلال تقديم دروس وتدريب على العيش المستدام والزراعة الدائمة والاقتصاد المحلي.

## المبادرات الدولية

### المملكة المتحدة
أُطلقت خطة المجتمعات المستدامة في عام 2003 من خلال مكتب نائب رئيس الوزراء. ولكن بسبب عدم وجود خطة وطنية للتنمية المكانية الرسمية فقد استخدمت المملكة المتحدة خطة المجتمعات المستدامة كخطة تنمية إقليمية تستهدف جنوب شرق إنكلترا. بالإضافة إلى ذلك فهذه الخطة قد أنشأت أكاديمية المجتمعات المستدامة. وتحدد الخطة البالغة 38 مليار جنيه إسترليني أربعة مجالات نمو رئيسية للتنمية والتجديد: تايمز غيتواي وأشفورد كينت ولندن ستانستيد - كامبريدج - بيتربورو «إل إس سي بي» وميلتون كينيز / ساوث ميدلاندز «إم كيه إس إم». هذه الخطة التي صُممت خلال فترة بشرت بنمو اقتصادي مستدام في المستقبل، قد أبطأ تنفيذها ومن ثم فُككت، تحديداً منذ الركود الاقتصادي في عام 2008، إذ أن نقص السكن المقبول السعر في المملكة المتحدة هو ما أفشل تطبيق الخطة.

### المبادرات الوطنية
الشراكة من أجل المجتمعات المستدامة هي شراكة بين وزارة النقل وهيئة حماية البيئة ووزارة الإسكان والتنمية الحضرية. وتعمل هذه الإدارات لأجل مهمة «تحسين الوصول إلى الإسكان مقبول السعر وزيادة خيارات النقل وخفض تكاليف النقل وحماية البيئة في نفس الوقت». تقدم هذه المكاتب الثلاثة فرص تمويل لدعم المجتمعات في المناطق ذات الهواء النظيف والمياه والتخطيط المجتمعي والتنمية الاقتصادية وكفاءة الطاقة والمساواة والعدالة البيئية، بالإضافة لخيارات الإسكان والنقل.
وتجسد الشراكة ستة مبادئ لقابلية العيش في تقديم المنح وتطوير البرنامج.
- توفير المزيد من خيارات النقل.
- تعزيز الإسكان العادل وبأسعار مقبولة.
- تعزيز القدرة التنافسية الاقتصادية
- دعم المجتمعات الموجودة.
- تنسيق السياسات والاستفادة من الاستثمار.
- تقدير قيمة المجتمعات والأحياء.

تمتلك هذه الهيئات الحكومية مبادرات خاصة بها بالإضافة للعمل التعاوني، لدى وزارة الإسكان والتنمية مكتب للسكن المستدام والمجتمعات التي تمتلك خصائص مبادرة سكن مستدام، وتهدف من خلال هذا المكتب إلى «دعم بناء وإعادة تأهيل الإسكان الأخضر المقبول التكلفة»، وتقوم بذلك من خلال البرامج التي تعمل على تحديث أو بناء منازل موفرة للطاقة. وتعمل على توحيد معايير كفاءة استخدام الطاقة في جميع الوكالات الفيدرالية، وكذلك توسيع نطاق توفير التمويل لتحسين الطاقة المنزلية والإسكان متعدد الأسر.
وهيئة حماية البيئة تمتلك برنامجاً للنمو الذكي يقوم بإجراء الأبحاث ونشر التقارير ويعرض المجتمعات المتميزة ويعمل مع المجتمعات من خلال المنح والمساعدة التقنية. بالإضافة أيضاً لبرنامج المجتمعات الخضراء الذي يوفر للمجتمعات مجموعة أدوات من المعلومات لمساعدتهم على الوصول إلى أهداف مستدامة. ومجموعة الأدوات هذه تُرتب ضمن برنامج من خمس خطوات يسمح للمجتمعات بما يلي:
- تطوير تقييمات المجتمع لظروفه الحالية.
- صياغة تحليلات الاتجاه التي تجيب عن سؤال «إلى أين نتجه؟» في مواجهة عدم التدخل.
- إنشاء بيانات تنبؤ عن المكان الذي يرى فيه المجتمع نفسه في المستقبل.
- وضع خطط عمل حول البرامج والمبادرات التي ستساعد المجتمع على تحقيق أهدافه.
- أدوات الوصول لتنفيذ خطط العمل.

لدى وزارة النقل أيضاً مبادرة قابلية العيش والتي تعطي «منحاً للمستفيدين المؤهلين للتخطيط وشراء المركبات وبناء المنشآت والعمليات وأغراض أخرى»، بالإضافة لعديد من الأهداف تتضمن تحسين النقل البري وتوفير النقل العام ضمن محميات الهنود الحمر وتوفير الوصول إلى المجتمعات غير المستفيدة، وما إلى ذلك.